# Kto cię obroni Polsko…
Kto cię obroni Polsko… – ósmy oficjalny album zespołu KSU wydany w 2004 roku. Płyta ta jest zapowiedzią albumu Nasze słowa.

## Lista utworów
źródło:
| Nr | Tytuł utworu               | Muzyka        | Tekst          | Długość |
| -- | -------------------------- | ------------- | -------------- | ------- |
| 1. | „Kto cię obroni Polsko…”   | E. Olejarczyk | E. Olejarczyk  | 2:37    |
| 2. | „Nasze słowa”              | E. Olejarczyk | M. Augustyn    | 3:15    |
| 3. | „Dziwne drzewa”            | E. Olejarczyk | R. Rękosiewicz | 3:25    |
| 4. | „Poza światem słów”        | E. Olejarczyk | E. Olejarczyk  | 2:19    |
| 5. | „Moje Bieszczady”          | E. Olejarczyk | M. Augustyn    | 3:55    |
| 6. | „1944”                     | E. Olejarczyk | M. Augustyn    | 2:43    |
| 7. | „Po drugiej stronie drzwi” | E. Olejarczyk | M. Augustyn    | 3:41    |
|    |                            |               |                | 21:55   |

## Autorzy[2]
- Eugeniusz Olejarczyk „Siczka” – gitara, wokal
- Jarosław Kidawa – gitara
- Paweł Tylko – gitara basowa
- Sebastian Mnich – perkusja